# Gonzalo Chacón y Martínez del Castillo

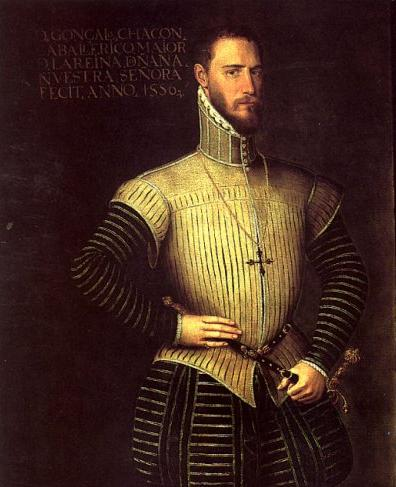
Gonzalo Chacón y Martínez del Castillo

Gonzalo Chacón y Martínez del Castillo (Ocaña, 1429-1507) foi um político e historiador espanhol.
Durante o reinado de João II de Castela, esteve sob o comando de Álvaro de Luna, e durante o de Henrique IV de Castela foi contador da princesa Isabel, então Isabel a Católica. O hispanista Alan Deyermond atribui a ele a Crônica de Dom Álvaro de Luna (1453), que outros atribuem a Álvar García de Santa María.